# Тирса Микола Андрійович
Микола Андрійович Тирса (нар.9 травня 1887, с. Аралих Еріванської губернії, Російська імперія — пом.10 лютого 1942, м. Вологда, РРФСР) — російський художник українського походження. 
Графік, ілюстратор дитячої книжки.

## Біографія
Народився 9 травня 1887 року в селі Аралих Еріванської губернії в Російській імперії (нині — Аралик, Туреччина) в українські родині старшини Кубанського козачого війська.
Протягом 1905—1909 років навчався на архітекторському відділенні Вищого художнього училища при Імператорській академії мистецтв у Санкт-Петербурзі, проте навчання він не закінчив. Також у 1906—1910 роках навчався у приватній Школі живопису та малювання Є. Званцевої у Л. Бакста.
У 1918—1922 роках викладав у Петроградській академії мистецтв та Державних промислових майстернях (див. Санкт-Петербурзька державна художньо-промислова академія імені О. Л. Штігліца), у 1923—1936 роках — в Інституті живопису скульптури та архітетури, а протягом 1924—1942 років — у Ленінградському інституті інженерів комунального будівництва.
З 1921 року Микола Тирса займається книжковою графікою. Першою книгою, до якої він виконав малюнки стала «Комедия о царе Максимилиане и непокорном сыне его Адольфе». Також він підготував ілюстрації до книг «Осада дворца» Веніаміна Каверіна, «Снежная книга» Віталія Біанкі, «Республика ШКИД» Григорія Бєлих и Л. Пантелєєва, «Военные кони» Миколи Тихонова та «Детство» Максима Горького. Одним з найкращих стало виконане ним оформлення книг Бориса Житкова.
Протягом 1940—1941 років працював разом з Вірою Мухіною в експериментальному цеху Ленінградької дзеркальної фабрики та спроектував там близько двох десятків різноманітних виробів — графинів, стаканів та ваз оригінальної форми. Тому він також вважається одним з засновників ленінградської школи художнього скла.
У 1939—1942 роках брав участь у випуску серії плакатів «Боевой карандаш» в Ленінграді.
Помер 10 лютого 1942 року у Вологді.

## Громадська діяльність
Він був членом низки товариств, які об'єднували художників:
- Союз Молоді
- Ліве об'єднання
- 4 мистецтва.